# Asesinatos de la familia Alexander
Los asesinatos de la familia Alexander, también conocidos como la masacre de la familia Alexander y apodados por los medios de comunicación como el crimen del siglo, tuvieron lugar el 16 de diciembre de 1970 en la ciudad de Santa Cruz de Tenerife, Canarias. Frank Alexander, en compañía de su padre Harald, asesinó y mutiló a su madre Dagmar y a sus hermanas Petra y Marina Alexander, en el que fue el primer caso judicial atribuido a una secta en España.

## Antecedentes
La familia Alexander era originaria de Hamburgo, Alemania Occidental. El matrimonio compuesto por Harald y Dagmar Alexander eran integrantes de la llamada Sociedad Lorber, una secta esotérica de carácter gnóstico-cristiano liderada por aquel entonces por George Riehle. Harald interpretó en las profecías y visiones de Lorber que él era el "elegido" y que su futuro hijo varón sería el "profeta" o "mesías" que salvaría a la humanidad.
En 1954 nació Frank, su primer hijo varón y el benjamín de la familia. Desde temprana edad, todos los integrantes de la familia le rendían pleitesía y le honoraban como Dios. Antes de los 16 años, Frank comenzó a abusar física y sexualmente de su madre y de sus tres hermanas. Estas relaciones incestuosas eran amparadas por su padre, en un intento por evitar mantener relaciones íntimas o afectivas con personas externas al núcleo familiar. Cuando se hizo público el suceso, la familia abandonó Alemania y se trasladó a Tenerife, en las islas Canarias.

## Suceso
La familia se estableció en el número 37 de la calle Jesús de Nazareno de la capital de la isla, Santa Cruz de Tenerife. La tarde del 16 de diciembre de 1970, una de las dos hermanas gemelas, Sabine, fue enviada a San Cristóbal de La Laguna para acudir a trabajar a la consulta del doctor Walter Trenkel, un médico alemán asentado en Canarias. Este hecho permitió que fuese la única superviviente de la matanza.
Esa misma tarde, según el testimonio dado por padre e hijo, Frank (de 16 años) creyó sentir una señal y afirmó que su madre “tenía una mirada demoniaca, fría como el hielo y una sonrisa sarcástica en los labios”. Esa supuesta mirada desencadenó el posterior asesinato. Agarrando del armario una percha de madera, Frank comenzó a golpear a su madre Dagmar (41 años) en la cabeza, hasta quedar inconsciente. Dagmar no opuso resistencia alguna. Harald (39 años), por su parte, tocaba el armonio y el acordeón y recitaba unos salmos mientras su hijo asesinaba a su madre. A continuación, ambos comenzaron a mutilar y diseccionar el cuerpo: le extirparon los pechos y los genitales, que fueron colgados en la pared.
A continuación, ambos entraron en la habitación de al lado, donde se encontraban Marina (17 años) y Petra (15), hermana gemela de Sabine. Frank Alexander manifiesta que sus hermanas también están poseídas por el diablo y procede a "liberarlas del maligno". Al igual que la madre, las dos hijas no se protegieron de los golpes y fueron posteriormente mutiladas. Terminada la masacre, Frank y Harald se ducharon y prepararon su huida de vuelta a Alemania; al no disponer de los pasaportes (fueron destruidos durante la vorágine de violencia), pasaron una noche en el sur de la isla antes de regresar para buscar a la hija superviviente, Sabine, y confesar el triple parricidio. Al conocer la noticia, ella reaccionó abrazando a su padre y a su hermano. El doctor Trenkler, quien estaba presente cuando Harald y Frank confesaron los hechos, llamó inmediatamente a la policía. Dos días después de acontecer la masacre, el 18 de diciembre, la policía se personó en el domicilio de los Alexander.

## Juicio
En marzo de 1972 dio comienzo el juicio contra Harald y Frank ante la Audiencia Provincial de Santa Cruz de Tenerife. La defensa solicitaba que padre e hijo fueran internados en un asilo mental, y el fiscal solicitaba la pena de muerte para Harald (la pena de muerte en España no fue abolida hasta 1978) y para Frank exigía 40 años de prisión. Durante el juicio, Frank mostró una actitud desafiante hacia los miembros del jurado y parecía estar "fuera de sí". Los especialistas y peritos indicaron que Harald tenía una enfermedad mental "delirante crónico de base esquizofrénica". La prensa apodó el caso como "el crimen del siglo". Finalmente, el tribunal dictaminó que no eran los autores responsables, pues los asesinatos fueron realizados en plena "enajenación mental". Ambos fueron ingresados en un hospital psiquiátrico de Carabanchel, en la Comunidad de Madrid, del que lograron escapar a comienzos de la década de 1990. Se envió una orden de búsqueda a la Interpol en 1995, aunque a día de hoy se desconoce el paradero de Frank y Harald Alexander. Del mismo modo, se desconoce el lugar donde se encuentra Sabine, la única superviviente, quien se cree que regresó a Alemania y ejerce como monja en un convento.